# Pablo Zuloaga Martínez
Pablo Zuloaga Martínez (30 de abril de 1981, Santander,) és un polític espanyol del Partit Socialista Obrer Espanyol (PSOE). Obtingué un títol d'enginyeria tècnica en obres públiques per la Universitat de Cantàbria. Després de les municipals del 2015 va ser investit alcalde de Santa Cruz de Bezana amb una majoria absoluta dels vots del ple del municipi (10 regidors) el 13 de juny de 2015. Es va convertir en secretari general del Partit Socialista de Cantàbria-PSOE després de la seva victòria a les primàries de l'organització el 16 de juliol de 2017, en què es va imposar a la fins llavors secretària general Rosa Eva Díaz Tezanos.Nomenat al juny de 2018 com a nou delegat del Govern a la comunitat autònoma de Cantàbria, va oficialitzar la seva renúncia al càrrec d'alcalde de Santa Cruz de Bezana el 20 de juny de 2018. Va prendre possessió del nou càrrec el 4 de juliol.